# Gerrit Achterberg
Gerrit Achterberg (n. 20 mai 1905, Wijk bij Duurstede, Utrecht, Țările de Jos – d. 17 ianuarie 1962, Leusden, Utrecht, Țările de Jos) a fost un poet neerlandez.
Achterberg s-a născut în Nederlangbroek, Țările de Jos, fiind al treilea copil, într-o familie cu nouă copii. Provenind dintr-o familie protestantă, a fost crescut într-un spirit calvinist. 
Tatăl său a fost birjar.
Achterberg a fost un elev bun, iar în anul 1924 a devenit învățător. În același an a avut debutul literar, împreună cu Arie Dekkers, care, de altfel, l-a încurajat să scrie. Împreună au publicat De Zangen van Twee Twintigers.
În anul 1946 s-a căsătorit cu prietena sa din copilărie Cathrien van Baak. Împreună au trăit în Leusden până în 1962, când a decedat în urma unui atac de cord.
În anul 1959 Achterberg a primit premiul Constantijn Huygens pentru întreaga activitate literară.

## Opera
- 1925 - De zangen van twee twintigers
- 1931 - Afvaart
- 1939 - Eiland der ziel
- 1940 - Dead end
- 1941 - Osmose
- 1941 - Thebe
- 1944 - Eurydice
- 1944 - Morendo
- 1944 - Sintels
- 1946 - Cryptogamen
- 1946 - Energie
- 1946 - Existentie
- 1946 - Limiet
- 1946 - Radar
- 1946 - Sphinx
- 1946 - Stof
- 1947 - Doornroosje
- 1947 - En Jezus schreef in 't zand
- 1949 - Hoonte
- 1949 - Sneeuwwitje
- 1950 - Mascotte
- 1953 - Ballade van de gasfitter
- 1953 - Cenotaaph
- 1953 - Ode aan Den Haag
- 1954 - Autodroom
- 1957 - Spel van de wilde jacht
- 1961 - Vergeetboek
- 1969 - Blauwzuur

## Premii literare
- 1946 - Premiul Pinkster pentru Radar
- 1949 - Premiul pentru poezie al municipalității Amsterdam, pentru Afreis
- 1949 - Premiul P.C. Hooft pentru En Jezus schreef in 't zand
- 1954 - Premiul pentru poezie al municipalității Amsterdam, pentru Ballade van de gasfitter
- 1959 - Premiul Constantijn Huygens pentru întreaga activitate